# Bisfenol F
Bisfenol F (afgekort tot BPF) is een organische verbinding, verwant aan bisfenol A. Bisfenol F is een hormoonverstorende stof. 

## Synthese
Bisfenol F kan bereid worden door reactie van fenol met formaldehyde, onder invloed van een zure katalysator. De reactie zelf verloopt middels een elektrofiele aromatische substitutie.

## Toepassingen
Bisfenol F wordt gebruikt bij de productie van plastics en epoxyharsen. In de industrie wordt het gebruikt om de duurzaamheid te verbeteren van diverse materialen, waaronder pijpleidingen, industriële vloeren, weg- en brugdekken, elektrische leidingen, coatings en vernissen.